# Bogdănești (okręg Suczawa)
Bogdănești – wieś w Rumunii, w okręgu Suczawa, w gminie Bogdănești. W 2011 roku liczyła 3909 mieszkańców.